# Przedwojenne rozgrywki piłkarskie województwa białostockiego

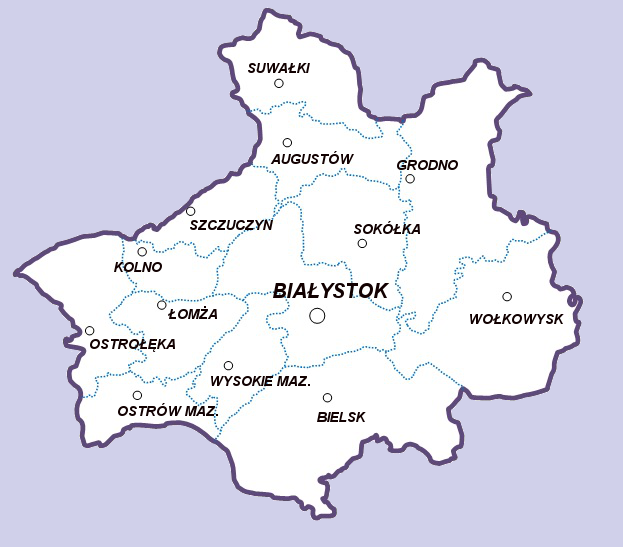
Teren Białostockiego Okręgowego Związku Piłki Nożnej w latach 1929-1939

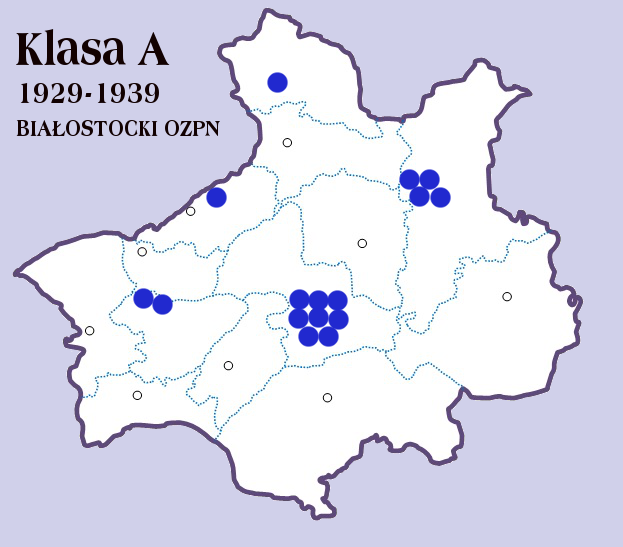
Drużyny według miast występujące w Białostockiej A klasie w latach 1929-1939

Przedwojenne rozgrywki piłkarskie województwa białostockiego rozpoczęły się w latach 1920-1924 wraz z formowaniem pierwszych klubów. Na początku miały głównie charakter meczów towarzyskich, bądź rozgrywek miejskich. Pierwszym występem w regularnych rozgrywkach zalicza się start Cresovi Grodno w rozgrywkach B klasy w roku 1923. Cresovia zwyciężyła rywalizację, ale ze względu na koszta i "niechęć" Wileńskiego OZPN-u nie przystąpiła do rozgrywek klasy A.
Rok 1924 to już start dwóch klubów reprezentujących województwo białostockie, Cresovi oraz drużyny WKS 42 Pułku Piechoty w rozgrywkach klasy B Wileńskiego OZPN. Był to dobry start, gdyż oba kluby awansowały do klasy A. W 1925 nastąpiła roczna pauza w rozgrywkach A, B i C klasy.
W 1926 roku beniaminkowie z białostocczyzny dość dobrze radzili sobie z drużynami z Wilna, jak się okazało później, tylko na boisku. Po rozgrywkach działacze Wileńskiego OZPN-u z sobie tylko znanych powodów zmienili wyniki kilku meczów przyznając walkowery drużynom Wileńskim. I tak 42 PP, który w rywalizacji zajął 3. miejsce został zdegradowany, a Wilja Wilno zajmująca ostatnie miejsce utrzymała się w A klasie.
Fakt ten sprawił, że w następnym sezonie kluby z Białegostoku zorganizowały rozgrywki B klasy pod patronatem Warszawskiego OZPN. WKS 42 Pułk Piechoty wygrał swoją grupę, ale w barażach do A klasy przegrał z drużyną z Siedlec. Cresovia w tym czasie walczyła w Wileńskiej A klasie, niestety zajęła ostatnie miejsce. Po sezonie drużyny Grodzieńskie postanowiły wspólnie z Białymstokiem przenieść się do Warszawskiego OZPN.
W roku 1928 w ramach B klasy stworzono 2 grupy: białostocką (7 drużyn) i grodzieńską (6 drużyn). Zwyciężyły zespoły WKS 42 Pułku Piechoty oraz 76 PP Grodno. Dnia 24 marca 1929 powstał Białostocki OZPN, powołana została Białostocka Klasa A, także 2 grupy klasy B oraz 3 grupy klasy C. Do klasy A awansowały 3 drużyny z Białegostoku i 3 drużyny z Grodna (najlepsze drużyny z poprzedniego sezonu).
Utworzenie BOZPN w 1929 roku przyczyniło się to do rozwoju piłki nożnej oraz powstawania nowych klubów w województwie. Była to także jedyna realna możliwość awansu do najwyższej klasy rozgrywkowej. Głównym motorem napędowym lig białostockich były dwa ośrodki - Grodzieński i Białostocki. Przy czym bez wątpienia sportowo wygrywali piłkarze z Grodna, głównie z WKS Grodno. Przez 11 lat swojego działania żadna z drużyn z białostocczyzny nie zdołała się zakwalifikować do MP lub Ligi. Ten fakt pokazuje, że poziom piłki nożnej na białostocczyźnie nie był zbyt wysoki. Kluby nie były zbyt bogate, a w końcówce lat 30. kilka z nich wycofało się lub zostało zdegradowanych z powodów finansowych. Znamiennym był także fakt, że trenerami drużyn np. białostockich byli grający piłkarze. Pomimo trudności finansowych oraz braku ogólnopolskich sukcesów, piłka nożna stawała się coraz popularniejsza, a na mecze przychodziły tłumy.
Duży wkład w dziedzictwo sportowe i piłkarskie wniosły żydowskie kluby sportowe. Najsilniejsze z nich to ŻKS Białystok, Makabi Grodno i Makabi Białystok.
W latach 30. do klubów z Białegostoku i Grodna dołączyły zespoły z Łomży, Grajewa i Suwałk. Największy sukces odniosła drużyna z Grajewa, Warmia w swoim debiucie w A klasie zdobyła Mistrzostwo Okręgu i walczyła w eliminacjach do Ligi.
Ze względu na wybuch II wojny światowej oraz oględnie prowadzone statystyki, rozgrywki nie posiadają dostatecznej dokumentacji. Oznacza to, że mogą w przyszłości nastąpić pewne zmiany w tabelach i wynikach meczów. Dotyczy to głównie klasy B i C, choć także brakuje wyników poszczególnych meczów w A klasie.

## Białostocki OZPN
24 marca 1929 roku powstał Białostocki Okręgowy Związek Piłki Nożnej. W chwili powstania liczył 46 drużyn, w tym tzw. drugie zespoły drużyn grających w A klasie.

## Tabela sezony 1923-1939
- Miejsca zajmowane przez kluby w danym sezonie mogą się dublować ze względu na podział na grupy, bądź na pozycje ex aequo.

| Sezony >>>>                     | Sezony >>>> | Sezony >>>> | Sezony >>>> | Sezony >>>> | 20      | 21      | 22      | 23            | 24            | 25            | 26            | 27    | 28    | 29               | 30               | 31               | 32               | 33               | 34               | 35               | 36               | 37               | 38               | 39               |
| ------------------------------- | ----------- | ----------- | ----------- | ----------- | ------- | ------- | ------- | ------------- | ------------- | ------------- | ------------- | ----- | ----- | ---------------- | ---------------- | ---------------- | ---------------- | ---------------- | ---------------- | ---------------- | ---------------- | ---------------- | ---------------- | ---------------- |
| Klub                            | zał.        | złoto       | A           | B           | OZPN >> | OZPN >> | OZPN >> | Wileński OZPN | Wileński OZPN | Wileński OZPN | Wileński OZPN | [ 1 ] | [ 2 ] | Białostocki OZPN | Białostocki OZPN | Białostocki OZPN | Białostocki OZPN | Białostocki OZPN | Białostocki OZPN | Białostocki OZPN | Białostocki OZPN | Białostocki OZPN | Białostocki OZPN | Białostocki OZPN |
| WKS 76 PP / WKS Grodno          | 1922        | 8           | 11          | 3           |         |         |         | ?             | ?             | P             | 1             |       | 3     | 5                | 6                | 1                | 1                | 1/1              | 1/1              | 1/2              | 1/1              | 1                | 1                | 1                |
| WKS 42 PP/Jagiellonia Białystok | 1920        | 1           | 11          | 3           |         |         |         |               | 1             | P             | 3             | 1     | 1     | 2                | 1                | 2                | 2                | 2/3              | 2/3              | 3/5              | 3/8              | 6                | 8                |                  |
| Cresovia Grodno                 | 1921        | 1           | 8           | 5           |         |         |         | 1             | 1             | P             | 5             | 6     | 1     | 1                | 8                | 4                | 6                | 2                | F                |                  | Re               | 1                | 1                | 4                |
| Warmia Grajewo                  | 1924        | 1           | 5           | 3           |         |         |         |               | ?             | P             |               |       | 2     | ?                |                  |                  |                  |                  | 1                | 1/1              | 1/2              | 7                | 5                | 7                |
| Hasmonea/Makabi Grodno          | 191?        | 0           | 11          | 4           |         |         |         |               |               | P             | 2             |       | 2     | 4                | 4                | 5                | 3                | 3/5              | 2/3              | 2/3              | 2/4              | 3                | 2                | 5                |
| ŻKS Białystok                   | 1918        | 0           | 6           | 2           |         |         |         |               |               | P             | 2             | 3     | 3     | 5                | 2                | 3                | 4                | 1/2              | 3/5              | F                |                  |                  |                  |                  |
| Kraft Grodno                    | 192?        | 0           | 6           | 2           |         |         |         |               |               | P             |               |       | 4     | 1                | 3                | 7                | 5                | 3/5              | 3/5              | 4/9              |                  |                  |                  |                  |
| Hapoel Białystok                | 192?        | 0           | 6           | 2           |         |         |         |               |               | P             |               |       |       |                  |                  | 1                | 1                | 4/7              | 4/7              | 5/8              | 2/4              | 4                | 6                | 1                |
| ŁKS Łomża                       | 1928        | 0           | 5           | 4           |         |         |         |               |               | P             |               |       | 1     | 1                | 1                | 1                | 1                | 1                | 1/2              | 4/7              | 2/4              | 2                | 7                |                  |
| Makabi Suwałki                  | 1924        | 0           | 5           | 7           |         |         |         |               |               | P             |               |       | 5     |                  | 1/1              | 1/1              | 7                | 4/7              | 4/7              | 3/5              | 5/9              |                  |                  | 1                |
| ŻKS Makabi Białystok            | 1934        | 0           | 5           | 0           |         |         |         |               |               | P             |               |       |       |                  |                  |                  |                  |                  |                  | 2/3              | 1/3              | 5                | 3                | 2                |
| Makabi Białystok                | 1926        | 0           | 4           | 4           |         |         |         |               |               | P             |               |       | 2     | 6                | 5                | 6                | 8                | 1                | 1                | F                |                  |                  |                  |                  |
| Makabi Łomża                    | 1916        | 0           | 3           | 5           |         |         |         |               |               | P             |               |       |       |                  | ?                | ?                |                  |                  |                  | 1                | 7                | 8                | 2                | 6                |
| zak                             |             |             |             |             |         |         |         |               |               |               |               |       |       |                  |                  |                  |                  |                  |                  |                  |                  |                  |                  |                  |
| Ognisko Białystok               | 192?        | 0           | 2           | 4           |         |         |         |               |               | P             |               |       |       |                  |                  |                  |                  |                  |                  | 1/2              | 1                | 1/1              | 4                | 8                |
| Jutrznia Białystok              | 192?        | 0           | 2           | 4           |         |         |         |               |               | P             |               |       | 7     | 1                | 7                | 8                |                  |                  |                  |                  |                  |                  |                  |                  |
| Strzelec Białystok              | 193?        | 0           | 1           | 1           |         |         |         |               |               | P             |               |       |       |                  |                  |                  |                  |                  |                  |                  |                  |                  | 1                | 3                |
| PKS Sparta Białystok            | 1926        | 0           | 0           | 5           |         |         |         |               |               | P             | 1             | 2     | 4     |                  | 1/?              | 1/?              |                  |                  |                  |                  |                  |                  |                  |                  |
| Supraślanka Supraśl             | 1934        | 0           | 0           | 5           |         |         |         |               |               | P             |               |       |       |                  |                  |                  |                  |                  |                  |                  |                  |                  |                  |                  |
| BOSO Białystok                  | 192?        | 0           | 0           | 2           |         |         |         |               | 2             | P             | 4             | 4     |       |                  |                  |                  |                  |                  |                  |                  |                  |                  |                  |                  |
| WKS 41 PP Suwałki               | 1921        | 0           | 0           | 2           |         |         |         |               |               | P             |               |       | 6     |                  |                  |                  |                  |                  |                  |                  |                  |                  |                  |                  |
| Promień Białystok               | 192?        | 0           | 0           | 3           |         |         |         |               |               | P             |               |       |       |                  |                  | 1/?              |                  |                  |                  |                  |                  |                  |                  |                  |
| ŻKS Bielsk Podlaski             | 192?        | 0           | 0           | 2           |         |         |         |               |               | P             |               |       |       |                  |                  |                  |                  |                  |                  |                  |                  |                  |                  |                  |
| Nordyja Białystok               | 193?        | 0           | 0           | 2           |         |         |         |               |               | P             |               |       |       |                  |                  |                  |                  |                  |                  |                  |                  |                  |                  |                  |
| Gwiazda Łomża                   | 1928        | 0           | 0           | 2           |         |         |         |               |               | P             |               |       |       |                  |                  |                  |                  | ?                |                  |                  |                  |                  |                  |                  |
| Makabi Wołkowyjsk               | 192?        | 0           | 0           | 1           |         |         |         |               |               | P             |               |       |       |                  |                  |                  | 1                |                  |                  |                  |                  |                  |                  |                  |
| Piechur/WKS 33 PP Łomża         | 192?        | 0           | 0           | 2           |         |         |         |               |               | P             |               |       |       | 6                |                  |                  |                  |                  |                  |                  |                  |                  |                  |                  |
| GOSO Grodno                     | 192?        | 0           | 0           | 1           |         |         |         |               | 2             | P             |               |       |       |                  |                  |                  |                  |                  |                  |                  |                  |                  |                  |                  |
| Haszomir Białystok              | 192?        | 0           | 0           | 1           |         |         |         |               |               | P             |               |       | 5     |                  |                  |                  |                  |                  |                  |                  |                  |                  |                  |                  |
| Strzelec Suwałki                | 19??        | 0           | 0           | 1           |         |         |         |               |               | P             |               |       |       |                  |                  |                  |                  |                  |                  |                  |                  |                  |                  |                  |
| Haszomir Suwałki                | 192?        | 0           | 0           | 1           |         |         |         |               |               | P             |               |       |       |                  |                  | 2                |                  |                  |                  |                  |                  |                  |                  |                  |
| ŻKS Łomża                       | 192?        | 0           | 0           | 1           |         |         |         |               |               | P             |               |       |       |                  |                  |                  |                  |                  |                  |                  |                  |                  |                  |                  |
| Makabi Sejny                    | 192?        | 0           | 0           | 1           |         |         |         |               |               | P             |               |       |       |                  |                  |                  |                  |                  |                  |                  |                  |                  |                  |                  |
| Puszcza Hajnówka                | 1937        | 0           | 0           | 1           |         |         |         |               |               | P             |               |       |       |                  |                  |                  |                  |                  |                  |                  |                  |                  |                  | 1                |
| PWL Tartak Grudki               | 193?        | 0           | 0           | 1           |         |         |         |               |               | P             |               |       |       |                  |                  |                  |                  |                  |                  |                  |                  |                  |                  |                  |
| PWL Hajnówka                    | 193?        | 0           | 0           | 1           |         |         |         |               |               | P             |               |       |       |                  |                  |                  |                  |                  |                  |                  |                  |                  |                  |                  |
| Rezerwa Bielsk Podl.            | 1923        | 0           | 0           | 1           |         |         |         |               |               | P             |               |       |       |                  |                  |                  |                  |                  |                  | 3                |                  |                  |                  |                  |
| Kadr Sokółka                    | 192?        | 0           | 0           | 1           |         |         |         |               |               | P             |               |       |       |                  |                  |                  |                  |                  |                  |                  |                  |                  |                  |                  |
| Hapoel II Białystok             | 192?        | 0           | 0           | 1           |         |         |         |               |               | P             |               |       |       |                  |                  |                  |                  |                  |                  |                  |                  |                  |                  |                  |
| PWL Białowieża                  | 192?        | 0           | 0           | 1           |         |         |         |               |               | P             |               |       |       |                  |                  |                  |                  |                  |                  |                  |                  | 1/3              |                  |                  |
| WKS 42 PP/Jagiellonia II B-stok | 1920        | 0           | 0           | 4           |         |         |         |               |               | p             |               |       |       |                  |                  |                  |                  |                  |                  |                  |                  |                  |                  |                  |
| WKS 76 PP/WKS II Grodno         | 192?        | 0           | 0           | 1           |         |         |         |               |               | P             |               |       |       |                  |                  |                  |                  |                  |                  |                  |                  |                  |                  |                  |
| Cresovia II Grodno              | 192?        | 0           | 0           | 1           |         |         |         |               |               | P             |               |       |       |                  |                  |                  |                  |                  |                  |                  |                  |                  |                  |                  |
| ŻKS Białystok II                | 192?        | 0           | 0           | 3           |         |         |         |               |               | P             |               |       |       |                  |                  |                  |                  |                  |                  |                  |                  |                  |                  |                  |
| ŻKS Makabi II Białystok         | 1934        | 0           | 0           | 1           |         |         |         |               |               | p             |               |       |       |                  |                  |                  |                  |                  |                  |                  |                  |                  |                  |                  |
| Makabi II Grodno                | 192?        | 0           | 0           | 1           |         |         |         |               |               | P             |               |       |       |                  |                  |                  |                  |                  |                  |                  |                  |                  |                  |                  |
| Makabi II Białystok             | 192?        | 0           | 0           | 3           |         |         |         |               |               | P             |               |       |       |                  |                  |                  |                  |                  |                  |                  |                  |                  |                  |                  |
| Kraft Białystok                 | 193?        | 0           | 0           | 2           |         |         |         |               |               | P             |               |       |       |                  |                  |                  |                  |                  |                  |                  |                  |                  |                  |                  |
| Jutrznia II Białystok           | 192?        | 0           | 0           | 2           |         |         |         |               |               | P             |               |       |       |                  |                  |                  |                  |                  |                  |                  |                  |                  |                  |                  |
| Pogoń Łapy                      | 1927        | 0           | 0           | 0           |         |         |         |               |               | P             |               |       |       |                  |                  |                  |                  |                  |                  |                  |                  |                  |                  |                  |
| Hapoel Grajewo                  | 19??        | 0           | 0           | 0           |         |         |         |               |               | P             |               |       |       |                  |                  |                  |                  |                  |                  |                  |                  |                  |                  |                  |
| Ostrowianka Ostrów Maz.         | 19??        | 0           | 0           | 0           |         |         |         |               |               | P             |               |       |       |                  |                  |                  |                  |                  |                  |                  |                  |                  |                  |                  |
| Kraft II Grodno                 | 192?        | 0           | 0           | 0           |         |         |         |               |               | P             |               |       |       |                  |                  |                  |                  |                  |                  |                  |                  |                  |                  |                  |
| ŻUKS Łomża                      | 19??        | 0           | 0           | 0           |         |         |         |               |               | P             |               |       |       |                  |                  |                  |                  |                  |                  |                  |                  |                  |                  |                  |
| RZS Hapoel Łomża                | 19??        | 0           | 0           | 0           |         |         |         |               |               | P             |               |       |       |                  |                  |                  |                  |                  |                  |                  |                  |                  |                  |                  |
| ŻKS Makabi Kolno                | 19??        | 0           | 0           | 0           |         |         |         |               |               | P             |               |       |       |                  |                  |                  |                  |                  |                  |                  |                  |                  |                  |                  |
| Makabi Ostrołęka                | 19??        | 0           | 0           | 0           |         |         |         |               |               | P             |               |       |       |                  |                  |                  |                  |                  |                  |                  |                  |                  |                  |                  |
| Hapoel Ostrołęka                | 19??        | 0           | 0           | 0           |         |         |         |               |               | P             |               |       |       |                  |                  |                  |                  |                  |                  |                  |                  |                  |                  |                  |
| Hapoel Zambrów                  | 19??        | 0           | 0           | 0           |         |         |         |               |               | P             |               |       |       |                  |                  |                  |                  |                  |                  |                  |                  |                  |                  |                  |
| Orzeł Kolno                     | 1926        | 0           | 0           | 0           |         |         |         |               |               | P             |               |       |       |                  |                  |                  |                  |                  |                  |                  |                  |                  |                  |                  |
| Hakoah Zambrów                  | 19??        | 0           | 0           | 0           |         |         |         |               |               | P             |               |       |       |                  |                  |                  |                  |                  |                  |                  |                  |                  |                  |                  |
| Makabi Sokółka                  | 193?        | 0           | 0           | 0           |         |         |         |               |               | P             |               |       |       |                  |                  |                  |                  |                  |                  |                  |                  |                  |                  |                  |
| Makabi Szczuczyn                | 192?        | 0           | 0           | 0           |         |         |         |               |               | P             |               |       |       |                  |                  |                  |                  |                  |                  |                  |                  |                  |                  |                  |

| Legenda |                                                                                    |
|         | Mistrzostwa Polski                                                                 |
|         | Klasa A                                                                            |
|         | Klasa B                                                                            |
|         | Klasa C                                                                            |
|         | brak rozgrywek                                                                     |
|         | Funkcjonujący klub, brak danych dotyczących występowania w rozgrywkach okręgowych. |
| ?       | Brak danych                                                                        |
| P       | Pauza w rozgrywkach w 1925 r.                                                      |
| F       | fuzja z innym klubem                                                               |
| Re      | Reaktywacja klubu                                                                  |
| złoto   | Mistrzostwo Okręgu, gra w eliminacjach o Ligę (lub MP)                             |

- Cresovia Grodno w latach 1935-1937 fuzja z WKS Grodno, od 1937 samodzielnie.
- ŻKS Białystok fuzja z Makabi Białystok 1935-1939, powstał klub o nazwie ŻKS Makabi Białystok
- Strzelec Białystok przejął rozwiązaną sekcję piłki nożnej od Jagiellonii.
- W 1932 roku WKS 42 Pułk Piechoty Przekształcił się w BKS Jagiellonia. Doszło także do fuzji ze Spartą Białystok

## Sezon 1920
Pierwszym polskim klubem założonym w listopadzie 1920 roku w Białymstoku był WKS (Wojskowy Klub Sportowy) 42 Pułku Piechoty.

## Sezon 1921
Istniejące kluby: WKS 42 PP Białystok (1920), WKS 2PP Grodno, WKS 4PP Suwałki, Cresovia Grodno (1921), pierwszy cywilny klub powstały na ziemiach województwa białostockiego.

## Sezon 1922
Decyzją władz PZPN-u województwo białostockie zostaje podzielone na dwie części:

1) Białystok ma występować w rozgrywkach Warszawskiego OZPN-u.

2) Grodno ma występować w rozgrywkach Wileńskiego OZPN-u.

Do rozgrywek z przyczyn logistycznych nie dochodzi, zespoły rozgrywają mecze towarzyskie.

W Grodnie powstał nowy klub wojskowy WKS Grodno (to inny klub niż późniejszy WKS Grodno.

## Sezon 1923
Do rozgrywek B klasy Wileńskiego OZPN przystąpiły drużyny z woj. białostockiego. Z dwóch grup klasy B – białostockiej i grodzieńskiej, znane są wyniki tej drugiej, a WKS Grodno po eliminacjach awansował do A klasy.

## Sezon 1924
W rozgrywkach B klasy Wileńskiego OZPN wystąpiły drużyny z Białegostoku i Grodna, awans WKS 42 PP Białystok i Cresovii Grodno do klasy A.

## Sezon 1925
W 1924 roku nie odbyły się rozgrywki finałowe Mistrzostw Polski. Mistrzowie okręgów w poszczególnych klasach A wystąpili w Mistrzostwach Polski rok później. Z tego powodu w roku 1925 pauzowała cała klasa A, B i C.

## Sezon 1926
Wileńska klasa A wzbogacona drużynami z Białegostoku i Grodna zakończyła swoje rozgrywki w dość spektakularny sposób. Mianowicie po zakończonym sezonie przy "zielonym" stoliku zmieniono wyniki poszczególnych meczów przyznając walkowery na korzyść drużyn Wileńskich, w rezultacie czego ostatni klub Wilja Wilno utrzymał się w lidze, a spadł WKS 42 PP Białystok.

## Sezon 1927
Po niemiłych doświadczeniach poprzedniego sezonu z Wileńskim OZPN białostockie drużyny organizują nieoficjalne rozgrywki klasy B pod patronatem Warszawskiego OZPN. Cresovia oraz drużyny z grodzieńszczyzny grały w klasie A i B Wileńskiego OZPN.

## Sezon 1928
W roku 1928 oficjalnie Białystok i Grodno przystępują do rozgrywek w Warszawskim Okręgu. Tworzą się dwie klasy B, jedna grupa białostocka, a druga grodzieńska.

Pomimo zwycięstwa białostockiego WKS-u oraz Cresovi z Grodna drużyny nie przystępują do rozgrywek klasy A w Warszawskim Okręgu. Dzieje się tak za sprawą decyzji o powołaniu samodzielnego okręgowego związku piłki nożnej z siedzibą w Białymstoku.

## Sezon 1929

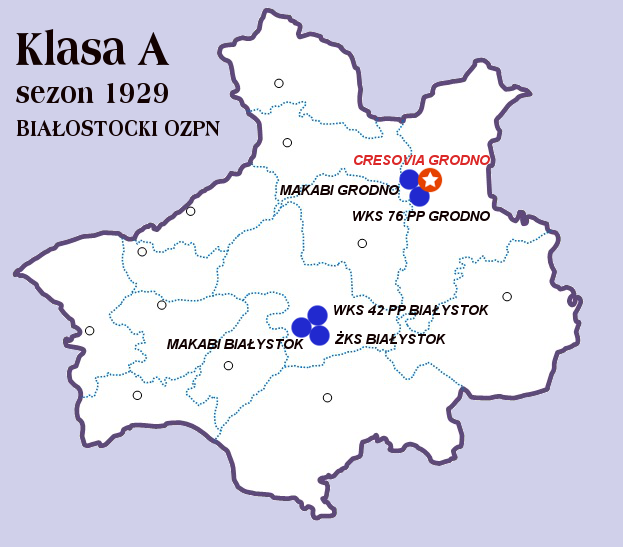
Klasa A Białystok 1929

1. Edycja okręgowych rozgrywek w piłce nożnej województwa białostockiego

Rok 1929 jest datą utworzenia Białostockiego Okręgowego Związku Piłki nożnej. Wcześnie zespoły z białostocczyzny występowały w Wileńskiej klasie A, B, C. Białostocką klasę A utworzono z 3 klubów z podokręgu białostockiego i 3 z okręgu grodzieńskiego.
| Centralne | I poziom ligowy   | Liga           | Liga            | Liga             | Liga            |
| Okręgowe  | II poziom ligowy  | Klasa A        | Klasa A         | Klasa A          | Klasa A         |
| Okręgowe  | III poziom ligowy | Klasa B - gr.I | Klasa B - gr.I  | Klasa B - gr.II  | Klasa B - gr.II |
| Okręgowe  | IV poziom ligowy  | Klasa C (gr.I) | Klasa C (gr.II) | Klasa C (gr.III) | Klasa C (gr.IV) |

| Klasa A | Klasa A             | Klasa A | Klasa A | Klasa A | Klasa A | Klasa A | Klasa A |
| Poz.    | Drużyna             | M       | Z       | R       | P       | Bramki  | Punkty  |
| ------- | ------------------- | ------- | ------- | ------- | ------- | ------- | ------- |
| 1       | Cresovia Grodno     | 10      | 8       | 1       | 1       | 32-15   | 17      |
| 2       | WKS 42 PP Białystok | 10      | 8       | 1       | 1       | 25-12   | 17      |
| 3       | ŻKS Białystok       | 10      | 4       | 1       | 5       | 19-23   | 9       |
| 4       | Makabi Grodno       | 10      | 3       | 2       | 5       | 17-19   | 8       |
| 5       | WKS 76 PP Grodno    | 10      | 2       | 3       | 5       | 14-14   | 7       |
| 6       | Makabi Białystok    | 10      | 1       | 0       | 9       | 12-36   | 2       |

- Według regulaminu przy równej ilości punktów odbył się dodatkowy mecz o 1 miejsce.

Cresovia Grodno : WKS 42 PP Białystok 3:2.
- Od następnego sezonu klasę A powiększono do 8 zespołów. Z klasy B awansowały drużyny Jutrzni Białystok, Kraftu Grodno.
- Cresovia Grodno wystąpiła w eliminacjach do Ligi, niestety nie zakwalifikowała się kończąc rozgrywki w IV grupie na ostatnim 3 miejscu.
- W klasie B w dwóch grupach grało 14 zespołów, w klasie C w 4 grupach rywalizowało 26 zespołów.

## Sezon 1930

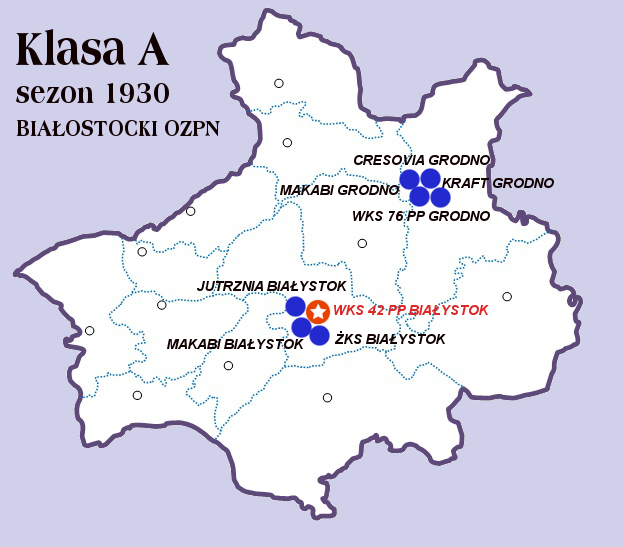
Klasa A Białystok 1930

2. Edycja okręgowych rozgrywek w piłce nożnej województwa białostockiego

Drugi rok po utworzeniu białostockiej klasy A, która w sezonie 1930 liczyła już 8 zespołów. Beniaminkami z klasy B grupy grodzieńskiej była drużyna Kraftu Grodno, z grupy białostockiej Jutrznia Białystok.
Wojskowi w tym sezonie odnieśli swój największy sukces w II RP wywalczając mistrzostwo okręgu oraz grając w eliminacjach o Ligę.
| Centralne | I poziom ligowy   | Liga                                    | Liga                                    | Liga                                    | Liga                                    |
| Okręgowe  | II poziom ligowy  | Klasa A                                 | Klasa A                                 | Klasa A                                 | Klasa A                                 |
| Okręgowe  | III poziom ligowy | Klasa B - gr.I                          | Klasa B - gr.I                          | Klasa B - gr.II                         | Klasa B - gr.II                         |
| Okręgowe  | IV poziom ligowy  | Klasa C (Brak danych co do ilości grup) | Klasa C (Brak danych co do ilości grup) | Klasa C (Brak danych co do ilości grup) | Klasa C (Brak danych co do ilości grup) |

| Klasa A | Klasa A                | Klasa A | Klasa A | Klasa A | Klasa A | Klasa A | Klasa A |
| Poz.    | Drużyna                | M       | Z       | R       | P       | Bramki  | Punkty  |
| ------- | ---------------------- | ------- | ------- | ------- | ------- | ------- | ------- |
| 1       | WKS 42 PP Białystok    | 14      | b.d.    | b.d.    | b.d.    | b.d.    | b.d.    |
| 2       | ŻKS Białystok          | 14      | b.d.    | b.d.    | b.d.    | b.d.    | b.d.    |
| 3       | Kraft Grodno (b)       | 14      | b.d.    | b.d.    | b.d.    | b.d.    | b.d.    |
| 4       | Makabi Grodno          | 14      | b.d.    | b.d.    | b.d.    | b.d.    | b.d.    |
| 5       | Makabi Białystok       | 14      | b.d.    | b.d.    | b.d.    | b.d.    | b.d.    |
| 6       | WKS 76 PP Grodno       | 14      | b.d.    | b.d.    | b.d.    | b.d.    | b.d.    |
| 7       | Jutrznia Białystok (b) | 14      | b.d.    | b.d.    | b.d.    | b.d.    | b.d.    |
| 8       | Cresovia Grodno        | 14      | b.d.    | b.d.    | b.d.    | b.d.    | b.d.    |

- Kolejność tabeli jest prawidłowa, podana na podstawie prasowego komunikatu BOZPN. Z powodu braku wyników poszczególnych meczów nie udało się skompletować wyników całej tabeli.
- Decyzją władz BOZPN nikt nie spadł do klasy B i żadna drużyna nie awansowała do klasy A.

## Sezon 1931

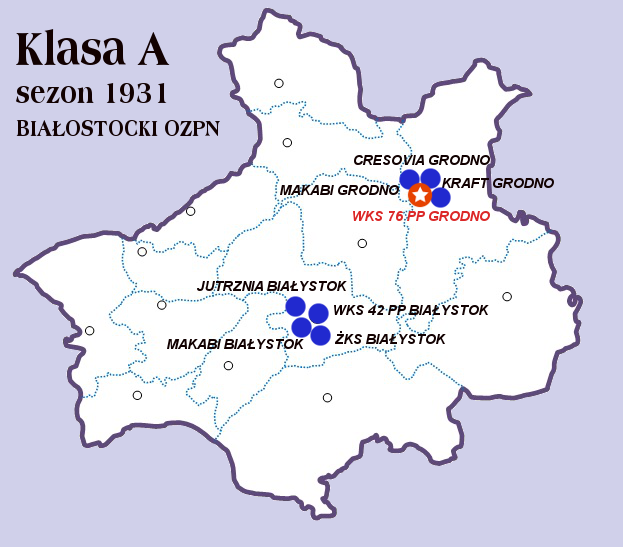
Klasa A Białystok 1931

3. Edycja okręgowych rozgrywek w piłce nożnej województwa białostockiego

Trzeci rok białostockiej klasy A, rywalizacja toczyła się jak wcześniej pomiędzy drużynami z Białegostoku i Grodna.
| Centralne | I poziom ligowy   | Liga                                    | Liga                                    | Liga                                    | Liga                                    |
| Okręgowe  | II poziom ligowy  | Klasa A                                 | Klasa A                                 | Klasa A                                 | Klasa A                                 |
| Okręgowe  | III poziom ligowy | Klasa B (Brak danych co do ilości grup) | Klasa B (Brak danych co do ilości grup) | Klasa B (Brak danych co do ilości grup) | Klasa B (Brak danych co do ilości grup) |
| Okręgowe  | IV poziom ligowy  | Klasa C (Brak danych co do ilości grup) | Klasa C (Brak danych co do ilości grup) | Klasa C (Brak danych co do ilości grup) | Klasa C (Brak danych co do ilości grup) |

| Klasa A | Klasa A             | Klasa A | Klasa A | Klasa A | Klasa A | Klasa A | Klasa A |
| Poz.    | Drużyna             | M       | Z       | R       | P       | Bramki  | Punkty  |
| ------- | ------------------- | ------- | ------- | ------- | ------- | ------- | ------- |
| 1       | WKS 76 PP Grodno    | 14      | 12      | 1       | 1       | 58-11   | 25      |
| 2       | WKS 42 PP Białystok | 14      | 9       | 2       | 3       | 51-18   | 20      |
| 3       | ŻKS Białystok       | 14      | 8       | 2       | 4       | 38-26   | 18      |
| 4       | Cresovia Grodno     | 14      | 5       | 7       | 2       | 32-21   | 17      |
| 5       | Makabi Grodno       | 14      | 8       | 0       | 6       | 36-34   | 16      |
| 6       | Makabi Białystok    | 14      | 3       | 3       | 8       | 13-27   | 9       |
| 7       | Kraft Grodno        | 14      | 1       | 2       | 11      | 9-42    | 4       |
| 8       | Jutrznia Białystok  | 14      | 1       | 1       | 12      | 7-65    | 3       |

- Do klasy B spadła Jutrznia Białystok, awansowały Makabi Suwałki.
- Drużyna WKS 76 PP Grodno rozegrała eliminację do Ligi, które przegrała i w następnym sezonie wystąpi w klasie A.

## Sezon 1932

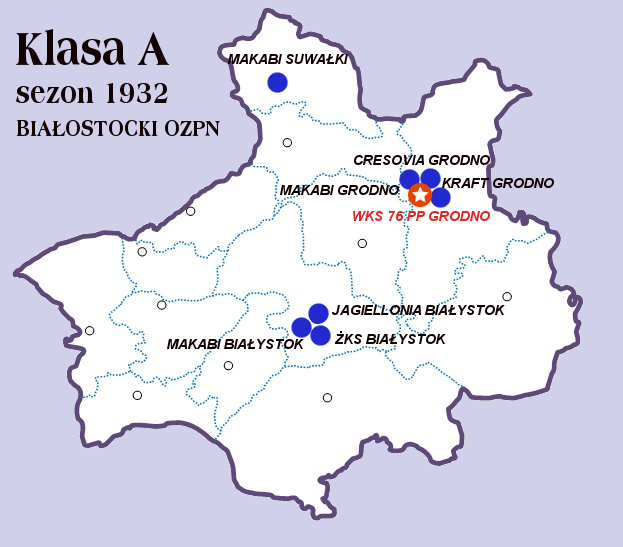
Klasa A Białystok 1932

4. Edycja okręgowych rozgrywek w piłce nożnej województwa białostockiego

27 stycznia 1932 w wyniku połączenia WKS 42 Pułku Piechoty, który posiadał sekcję piłki nożnej i lekkoatletyki (1920) oraz Klubu Sportowego Związku Młodzieży Wiejskiej z silną lekkoatletyczną sekcją (1927), powstał nowy klub przejmujący tradycję 42 PP. Ideą połączenia było stworzenie silnego wielosekcyjnego klubu. Pierwszym honorowym prezesem został patron klubu Wojewoda Białostocki Marian Zyndram-Kościałkowski.
| Centralne | I poziom ligowy   | Liga                                    | Liga                                    | Liga                                    | Liga                                    |
| Okręgowe  | II poziom ligowy  | Klasa A                                 | Klasa A                                 | Klasa A                                 | Klasa A                                 |
| Okręgowe  | III poziom ligowy | Klasa B - gr.I                          | Klasa B - gr.II                         | Klasa B - gr.III                        | Klasa B - gr.IV                         |
| Okręgowe  | IV poziom ligowy  | Klasa C (Brak danych co do ilości grup) | Klasa C (Brak danych co do ilości grup) | Klasa C (Brak danych co do ilości grup) | Klasa C (Brak danych co do ilości grup) |

| Klasa A | Klasa A               | Klasa A | Klasa A | Klasa A | Klasa A | Klasa A | Klasa A |
| Poz.    | Drużyna               | M       | Z       | R       | P       | Bramki  | Punkty  |
| ------- | --------------------- | ------- | ------- | ------- | ------- | ------- | ------- |
| 1       | WKS 76 PP Grodno      | 14      | 13      | 0       | 1       | 55-14   | 26      |
| 2       | Jagiellonia Białystok | 14      | 11      | 1       | 2       | 47-22   | 23      |
| 3       | Makabi Grodno         | 14      | 6       | 3       | 5       | 23-20   | 15      |
| 4       | ŻKS Białystok         | 14      | 6       | 1       | 7       | 24-34   | 13      |
| 5       | Kraft Grodno          | 14      | 6       | 0       | 8       | 18-37   | 12      |
| 6       | Cresovia Grodno       | 14      | 4       | 1       | 9       | 21-25   | 9       |
| 7       | Makabi Suwałki (s)    | 14      | 3       | 2       | 9       | 21-35   | 8       |
| 8       | Makabi Białystok      | 14      | 2       | 2       | 10      | 13-35   | 6       |

- WKS 42 PP przekształcił się w klub BKS Jagiellonia Białystok
- Do klasy B spadł zespół Makabi Białystok, awansował Hapoel Białystok.

## Sezon 1933

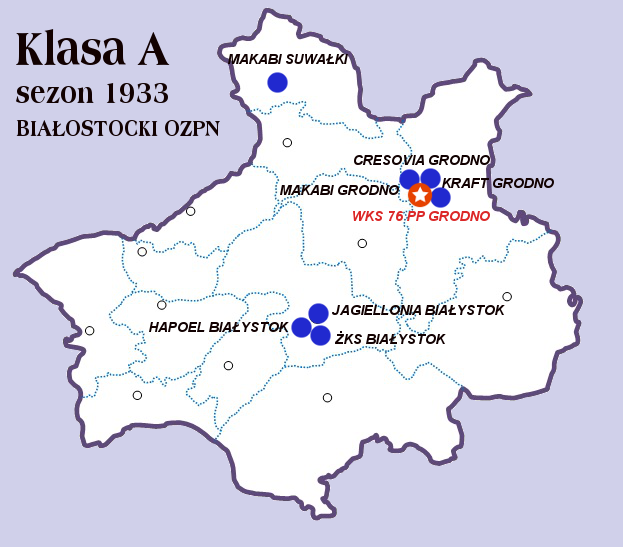
Klasa A Białystok 1933

5. Edycja okręgowych rozgrywek w piłce nożnej województwa białostockiego

W roku 1933 władze BOZPN postanowiły zmienić system rozgrywek klasy A. W pierwszej fazie drużyny zostały podzielone na 2 grupy terytorialne (białostocką i grodzieńską), których zwycięzcy spotkali się w dwumeczu o 1 miejsce. O utrzymanie w klasie A walczyły ostatnie drużyny z grup.
| Centralne | I poziom ligowy   | Liga                                    | Liga                                    | Liga                                    | Liga                                    |
| Okręgowe  | II poziom ligowy  | Klasa A - gr.I                          | Klasa A - gr.I                          | Klasa A - gr.II                         | Klasa A - gr.II                         |
| Okręgowe  | III poziom ligowy | Klasa B (Brak danych co do ilości grup) | Klasa B (Brak danych co do ilości grup) | Klasa B (Brak danych co do ilości grup) | Klasa B (Brak danych co do ilości grup) |
| Okręgowe  | IV poziom ligowy  | Klasa C (Brak danych co do ilości grup) | Klasa C (Brak danych co do ilości grup) | Klasa C (Brak danych co do ilości grup) | Klasa C (Brak danych co do ilości grup) |

| Klasa A (grupa I) | Klasa A (grupa I)     | Klasa A (grupa I) | Klasa A (grupa I) | Klasa A (grupa I) | Klasa A (grupa I) | Klasa A (grupa I) | Klasa A (grupa I) |
| Poz.              | Drużyna               | M                 | Z                 | R                 | P                 | Bramki            | Punkty            |
| ----------------- | --------------------- | ----------------- | ----------------- | ----------------- | ----------------- | ----------------- | ----------------- |
| 1                 | ŻKS Białystok         | 6                 | 5                 | 1                 | 0                 | 22-5              | 11                |
| 2                 | Jagiellonia Białystok | 6                 | 2                 | 2                 | 2                 | 15-10             | 6                 |
| 3                 | Makabi Grodno         | 6                 | 2                 | 0                 | 4                 | 5-10              | 4                 |
| 4                 | Hapoel Białystok (b)  | 6                 | 1                 | 1                 | 4                 | 8-25              | 3                 |

| Klasa A (grupa II) | Klasa A (grupa II) | Klasa A (grupa II) | Klasa A (grupa II) | Klasa A (grupa II) | Klasa A (grupa II) | Klasa A (grupa II) | Klasa A (grupa II) |
| Poz.               | Drużyna            | M                  | Z                  | R                  | P                  | Bramki             | Punkty             |
| ------------------ | ------------------ | ------------------ | ------------------ | ------------------ | ------------------ | ------------------ | ------------------ |
| 1                  | WKS 76 PP Grodno   | 6                  | 5                  | 1                  | 0                  | 34-7               | 11                 |
| 2                  | Cresovia Grodno    | 6                  | 1                  | 3                  | 2                  | 8-19               | 5                  |
| 3                  | Kraft Grodno       | 6                  | 2                  | 1                  | 3                  | 8-19               | 5                  |
| 4                  | Makabi Suwałki     | 6                  | 1                  | 1                  | 4                  | 7-19               | 3                  |

| 1 | WKS 76 PP Grodno : ŻKS Białystok | 2:1 |
| 2 | ŻKS Białystok : WKS 76 PP Grodno | 1:3 |

| 1   | WKS 76 PP Grodno                       |
| 2   | ŻKS Białystok                          |
| 3-4 | Cresovia Grodno, Jagiellonia Białystok |
| 5-6 | Kraft Grodno, Makabi Grodno            |
| 7-8 | Makabi Suwałki, Hapoel Białystok       |

- Po sezonie sekcja piłki nożnej Cresovi oraz WKS 76 PP Grodno połączyły się tworząc klub WKS Grodno
- Z powodu zwolnienia miejsca przez Cresovię nie rozegrano dwumeczu o pozostanie w klasie A.
- Z powodu wycofania Cresovi nikt nie spadł, awansował ŁKS Łomża.
- Po sezonie zespół Makabi Grodno został przesunięty do grupy II A klasy.

## Sezon 1934

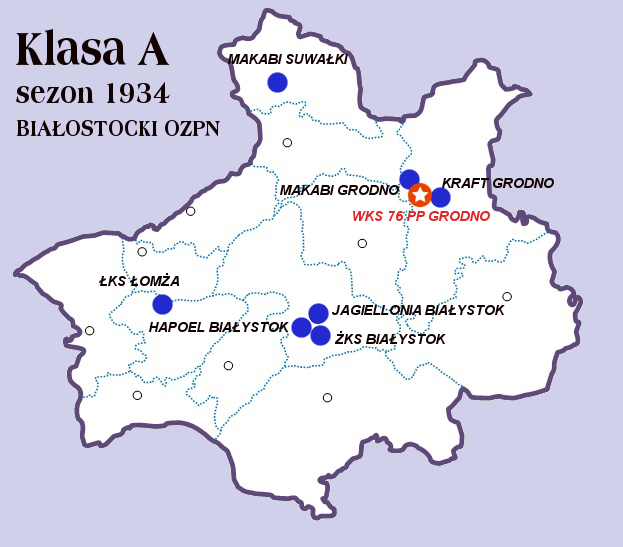
Klasa A Białystok 1934

6. Edycja okręgowych rozgrywek w piłce nożnej województwa białostockiego

W roku 1934 jak poprzednio system rozgrywek klasy A był dwufazowy. W pierwszej fazie drużyny zostały podzielone na 2 grupy terytorialne (białostocką i grodzieńską), których zwycięzcy spotkali się w dwumeczu o 1 miejsce. O utrzymanie w klasie A walczyły ostatnie drużyny z grup.
| Rozgrywki | Poziomy rozgrywkowe w sezonie 1934 | Poziomy rozgrywkowe w sezonie 1934 | Poziomy rozgrywkowe w sezonie 1934 | Poziomy rozgrywkowe w sezonie 1934 | Poziomy rozgrywkowe w sezonie 1934 | Poziomy rozgrywkowe w sezonie 1934 | Poziomy rozgrywkowe w sezonie 1934 |
| --------- | ---------------------------------- | ---------------------------------- | ---------------------------------- | ---------------------------------- | ---------------------------------- | ---------------------------------- | ---------------------------------- |
| Centralne | I poziom ligowy                    | Liga                               | Liga                               | Liga                               | Liga                               | Liga                               | Liga                               |
| Okręgowe  | II poziom ligowy                   | Klasa A - gr.I                     | Klasa A - gr.I                     | Klasa A - gr.I                     | Klasa A - gr.II                    | Klasa A - gr.II                    | Klasa A - gr.II                    |
| Okręgowe  | III poziom ligowy                  | Klasa B gr.I                       | Klasa B gr.II                      | Klasa B gr.III                     | Klasa B gr.IV                      | Klasa B gr.V                       | Klasa B gr.VI                      |

| Klasa A (grupa I) | Klasa A (grupa I)     | Klasa A (grupa I) | Klasa A (grupa I) | Klasa A (grupa I) | Klasa A (grupa I) | Klasa A (grupa I) | Klasa A (grupa I) |
| Poz.              | Drużyna               | M                 | Z                 | R                 | P                 | Bramki            | Punkty            |
| ----------------- | --------------------- | ----------------- | ----------------- | ----------------- | ----------------- | ----------------- | ----------------- |
| 1                 | ŁKS Łomża (b)         | 6                 | 5                 | 1                 | 0                 | 20-6              | 11                |
| 2                 | Jagiellonia Białystok | 6                 | 3                 | 1                 | 2                 | 24-12             | 7                 |
| 3                 | ŻKS Białystok         | 6                 | 3                 | 0                 | 3                 | 16-21             | 6                 |
| 4                 | Hapoel Białystok      | 6                 | 0                 | 0                 | 6                 | 2-23              | 0                 |

| Klasa A (grupa II) | Klasa A (grupa II) | Klasa A (grupa II) | Klasa A (grupa II) | Klasa A (grupa II) | Klasa A (grupa II) | Klasa A (grupa II) | Klasa A (grupa II) |
| Poz.               | Drużyna            | M                  | Z                  | R                  | P                  | Bramki             | Punkty             |
| ------------------ | ------------------ | ------------------ | ------------------ | ------------------ | ------------------ | ------------------ | ------------------ |
| 1                  | WKS Grodno         | 6                  | 5                  | 0                  | 1                  | 23-5               | 10                 |
| 2                  | Makabi Grodno      | 6                  | 4                  | 1                  | 1                  | 18-8               | 9                  |
| 3                  | Kraft Grodno       | 6                  | 2                  | 0                  | 4                  | 7-24               | 4                  |
| 4                  | Makabi Suwałki     | 6                  | 0                  | 1                  | 5                  | 3-14               | 1                  |

| Klasa A (grupa finałowa) | Klasa A (grupa finałowa) | Klasa A (grupa finałowa) |
| L.p.                     | Mecz                     | Wynik                    |
| ------------------------ | ------------------------ | ------------------------ |
| 1                        | WKS Grodno : ŁKS Łomża   | 5:0                      |
| 2                        | ŁKS Łomża : WKS Grodno   | 2:3                      |

| Klasa A (ostateczna klasyfikacja) | Klasa A (ostateczna klasyfikacja)    | Klasa A (ostateczna klasyfikacja) |
| L.p.                              | Drużyna                              |                                   |
| --------------------------------- | ------------------------------------ | --------------------------------- |
| 1                                 | WKS 76 PP Grodno                     |                                   |
| 2                                 | ŁKS Łomża                            |                                   |
| 3-4                               | Makabi Grodno, Jagiellonia Białystok |                                   |
| 5-6                               | Kraft Grodno, ŻKS Białystok          |                                   |
| 7-8                               | Makabi Suwałki, Hapoel Białystok     |                                   |

- Przed sezonem zmiana nazwy 76 PP Grodno na WKS Grodno (połączenie z Cresovią oraz innymy klubami wojskowymi z Grodna).
- W związku z powiększeniem klasy A do 10 zespołów nikt nie został zdegradowany.
- Awans z klasy B uzyskały drużyny Warmia Grajewo, Makabi Białystok. Zespół Makabi Białystok przed następnym sezonem połączył się z ŻKS tworząc klub o nazwie ŻKS Makabi Białystok.

## Sezon 1935

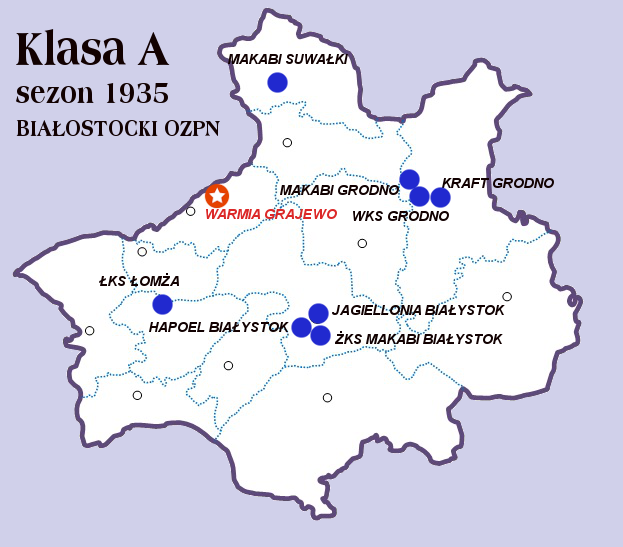
Klasa A Białystok 1935

7. Edycja okręgowych rozgrywek w piłce nożnej województwa białostockiego

System rozgrywek klasy A jak w latach poprzednich był dwufazowy. W pierwszej fazie drużyny zostały podzielone na 2 grupy terytorialne (białostocką i grodzieńską), których zwycięzcy spotkali się w dwumeczu o 1 miejsce. O utrzymanie w klasie A walczyły ostatnie drużyny z grup.
Rok 1935 przyniósł niespodziankę, którą było wywalczenie przez piłkarzy Warmii Grajewo mistrzostwa okręgu, przerywając hegemonię wojskowych z Grodna. Niestety jak poprzednio mistrz białostockiego okręgu odpadł w eliminacjach o ligę.
Jagiellonia po zakończonym sezonie 24 listopada 1935 roku głównie ze względów finansowych zmieniła strukturę organizacyjną i wróciła pod opiekę wojska. Zmieniła się nazwa klubu na Wojskowy Klub Sportowy Jagiellonia Białystok.
| Rozgrywki | Poziomy rozgrywkowe w sezonie 1935 | Poziomy rozgrywkowe w sezonie 1935 | Poziomy rozgrywkowe w sezonie 1935 | Poziomy rozgrywkowe w sezonie 1935 | Poziomy rozgrywkowe w sezonie 1935 | Poziomy rozgrywkowe w sezonie 1935 | Poziomy rozgrywkowe w sezonie 1935 |
| --------- | ---------------------------------- | ---------------------------------- | ---------------------------------- | ---------------------------------- | ---------------------------------- | ---------------------------------- | ---------------------------------- |
| Centralne | I poziom ligowy                    | Liga                               | Liga                               | Liga                               | Liga                               | Liga                               | Liga                               |
| Okręgowe  | II poziom ligowy                   | Klasa A - gr.I                     | Klasa A - gr.I                     | Klasa A - gr.I                     | Klasa A - gr.II                    | Klasa A - gr.II                    | Klasa A - gr.II                    |
| Okręgowe  | III poziom ligowy                  | Klasa B - gr.I                     | Klasa B - gr.I                     | Klasa B - gr.I                     | Klasa B - gr.II                    | Klasa B - gr.II                    | Klasa B - gr.II                    |

| Klasa A (grupa I) | Klasa A (grupa I)      | Klasa A (grupa I) | Klasa A (grupa I) | Klasa A (grupa I) | Klasa A (grupa I) | Klasa A (grupa I) | Klasa A (grupa I) |
| Poz.              | Drużyna                | M                 | Z                 | R                 | P                 | Bramki            | Punkty            |
| ----------------- | ---------------------- | ----------------- | ----------------- | ----------------- | ----------------- | ----------------- | ----------------- |
| 1                 | Warmia Grajewo (b)     | 8                 | 6                 | 0                 | 2                 | 24-9              | 12                |
| 2                 | ŻKS Makabi Białystok * | 8                 | 5                 | 1                 | 2                 | 19-8              | 11                |
| 3                 | Jagiellonia Białystok  | 8                 | 4                 | 1                 | 3                 | 15-14             | 9                 |
| 4                 | ŁKS Łomża              | 8                 | 2                 | 0                 | 6                 | 7-20              | 4                 |
| 5                 | Hapoel Białystok       | 8                 | 1                 | 0                 | 7                 | 4-24              | 2                 |

- Zespół Makabi Białystok przed sezonem połączył się z ŻKS tworząc klub o nazwie ŻKS Makabi Białystok.

| Klasa A (grupa II) | Klasa A (grupa II) | Klasa A (grupa II) | Klasa A (grupa II) | Klasa A (grupa II) | Klasa A (grupa II) | Klasa A (grupa II) | Klasa A (grupa II) |
| Poz.               | Drużyna            | M                  | Z                  | R                  | P                  | Bramki             | Punkty             |
| ------------------ | ------------------ | ------------------ | ------------------ | ------------------ | ------------------ | ------------------ | ------------------ |
| 1                  | WKS Grodno         | b.d.               | b.d.               | b.d.               | b.d.               | b.d.               | b.d.               |
| 2                  | Makabi Grodno      | b.d.               | b.d.               | b.d.               | b.d.               | b.d.               | b.d.               |
| 3                  | Makabi Suwałki     | b.d.               | b.d.               | b.d.               | b.d.               | b.d.               | b.d.               |
| 4                  | Kraft Grodno       | b.d.               | b.d.               | b.d.               | b.d.               | b.d.               | b.d.               |

| 1 | Warmia Grajewo : WKS Grodno | 2:1 |
| 2 | WKS Grodno : Warmia Grajewo | 0:1 |

| 1   | Warmia Grajewo (b)                    |
| 2   | WKS Grodno                            |
| 3-4 | Makabi Grodno, ŻKS Makabi Białystok   |
| 5-6 | Jagiellonia Białystok, Makabi Suwałki |
| 7   | ŁKS Łomża                             |
| 8   | Hapoel Białystok                      |
| 9   | Kraft Grodno                          |

Mecze o utrzymanie się w klasie A
- W wyniku dwumeczu w klasie A utrzymał się Hapoel Białystok, do klasy B zdegradowany został Kraft Grodno.
- Z klasy B awansował zespół Makabi Łomża.

## Sezon 1936

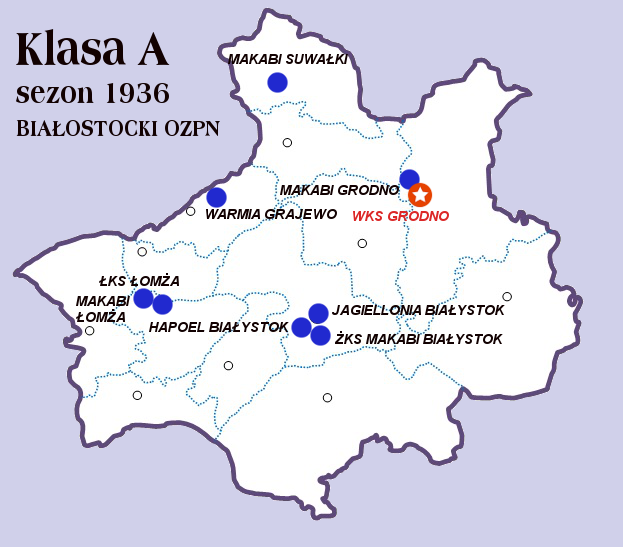
Klasa A Białystok 1936

8. Edycja okręgowych rozgrywek w piłce nożnej województwa białostockiego

W systemie rozgrywek klasy A pojawiła się mała zmiana, powstała 3. grupa rozgrywkowa. W pierwszej fazie drużyny zostały podzielone na 3 grupy terytorialne (białostocką, grodzieńską, łomżyską), których zwycięzcy stoczyli mecze w grupie o 1. miejsce. O utrzymanie w klasie A walczyły ostatnie drużyny z grup.
Na 1. miejsce okręgu powróciła drużyna z Grodna. Jagiellonia rozegrała słaby sezon, musiała toczyć walkę o utrzymanie się w klasie A. Cel został osiągnięty, ale najwyraźniej klub miał zniżkową tendencję. Najwyraźniej ucieczka pod skrzydła wojskowe nie przyniosła spodziewanych rezultatów, problemy finansowe klubu odcisnęły swoje piętno także na wynikach sportowych.
| Rozgrywki | Poziomy rozgrywkowe w sezonie 1936 | Poziomy rozgrywkowe w sezonie 1936 | Poziomy rozgrywkowe w sezonie 1936 | Poziomy rozgrywkowe w sezonie 1936 | Poziomy rozgrywkowe w sezonie 1936 | Poziomy rozgrywkowe w sezonie 1936 | Poziomy rozgrywkowe w sezonie 1936 |
| --------- | ---------------------------------- | ---------------------------------- | ---------------------------------- | ---------------------------------- | ---------------------------------- | ---------------------------------- | ---------------------------------- |
| Centralne | I poziom ligowy                    | Liga                               | Liga                               | Liga                               | Liga                               | Liga                               | Liga                               |
| Okręgowe  | II poziom ligowy                   | Klasa A - gr.I                     | Klasa A - gr.I                     | Klasa A - gr.II                    | Klasa A - gr.II                    | Klasa A - gr.II                    | Klasa A - gr.II                    |
| Okręgowe  | III poziom ligowy                  | Klasa B - gr.I                     | Klasa B - gr.I                     | Klasa B - gr.II                    | Klasa B - gr.II                    | Klasa B - gr.III                   | Klasa B - gr.III                   |

| Klasa A (grupa I) | Klasa A (grupa I)         | Klasa A (grupa I) | Klasa A (grupa I) | Klasa A (grupa I) | Klasa A (grupa I) | Klasa A (grupa I) | Klasa A (grupa I) |
| Poz.              | Drużyna                   | M                 | Z                 | R                 | P                 | Bramki            | Punkty            |
| ----------------- | ------------------------- | ----------------- | ----------------- | ----------------- | ----------------- | ----------------- | ----------------- |
| 1                 | ŻKS Makabi Białystok      | 4                 | 4                 | 0                 | 0                 | 12-5              | 8                 |
| 2                 | Hapoel Białystok          | 4                 | 1                 | 1                 | 2                 | 6-10              | 3                 |
| 3                 | WKS Jagiellonia Białystok | 4                 | 0                 | 1                 | 3                 | 4-7               | 1                 |

| Klasa A (grupa II) | Klasa A (grupa II) | Klasa A (grupa II) | Klasa A (grupa II) | Klasa A (grupa II) | Klasa A (grupa II) | Klasa A (grupa II) | Klasa A (grupa II) |
| Poz.               | Drużyna            | M                  | Z                  | R                  | P                  | Bramki             | Punkty             |
| ------------------ | ------------------ | ------------------ | ------------------ | ------------------ | ------------------ | ------------------ | ------------------ |
| 1                  | WKS Grodno         | b.d.               | b.d.               | b.d.               | b.d.               | b.d.               | b.d.               |
| 2                  | Makabi Grodno      | b.d.               | b.d.               | b.d.               | b.d.               | b.d.               | b.d.               |
| 3                  | Makabi Suwałki     | b.d.               | b.d.               | b.d.               | b.d.               | b.d.               | b.d.               |

| Klasa A (grupa III) | Klasa A (grupa III) | Klasa A (grupa III) | Klasa A (grupa III) | Klasa A (grupa III) | Klasa A (grupa III) | Klasa A (grupa III) | Klasa A (grupa III) |
| Poz.                | Drużyna             | M                   | Z                   | R                   | P                   | Bramki              | Punkty              |
| ------------------- | ------------------- | ------------------- | ------------------- | ------------------- | ------------------- | ------------------- | ------------------- |
| 1                   | Warmia Grajewo      | 4                   | 2                   | 2                   | 0                   | 7-5                 | 6                   |
| 2                   | ŁKS Łomża           | 4                   | 1                   | 2                   | 1                   | 8-7                 | 4                   |
| 3                   | Makabi Łomża        | 4                   | 0                   | 2                   | 2                   | 18-18               | 2                   |

| Klasa A (grupa finałowa) | Klasa A (grupa finałowa) | Klasa A (grupa finałowa) | Klasa A (grupa finałowa) | Klasa A (grupa finałowa) | Klasa A (grupa finałowa) | Klasa A (grupa finałowa) | Klasa A (grupa finałowa) |
| Poz.                     | Drużyna                  | M                        | Z                        | R                        | P                        | Bramki                   | Punkty                   |
| ------------------------ | ------------------------ | ------------------------ | ------------------------ | ------------------------ | ------------------------ | ------------------------ | ------------------------ |
| 1                        | WKS Grodno               | 4                        | 3                        | 0                        | 1                        | 8-3                      | 6                        |
| 2                        | Warmia Grajewo           | 4                        | 3                        | 0                        | 1                        | 15-2                     | 6                        |
| 3                        | ŻKS Makabi Białystok     | 4                        | 0                        | 0                        | 4                        | 0-18                     | 0                        |

- Dodatkowy mecz o 1 miejsce na neutralnym terenie: WKS Grodno-Warmia Grajewo 4:0

| Klasa A (grupa spadkowa) | Klasa A (grupa spadkowa)  | Klasa A (grupa spadkowa) | Klasa A (grupa spadkowa) | Klasa A (grupa spadkowa) | Klasa A (grupa spadkowa) | Klasa A (grupa spadkowa) | Klasa A (grupa spadkowa) |
| Poz.                     | Drużyna                   | M                        | Z                        | R                        | P                        | Bramki                   | Punkty                   |
| ------------------------ | ------------------------- | ------------------------ | ------------------------ | ------------------------ | ------------------------ | ------------------------ | ------------------------ |
| 1                        | Makabi Łomża              | 4                        | 3                        | 1                        | 0                        | 14-7                     | 7                        |
| 2                        | WKS Jagiellonia Białystok | 4                        | 1                        | 1                        | 2                        | 13-11                    | 3                        |
| 3                        | Makabi Suwałki            | 4                        | 0                        | 2                        | 2                        | 5-14                     | 2                        |

| 1     | WKS Grodno                                 |
| 2     | Warmia Grajewo                             |
| 3     | ŻKS Makabi Białystok                       |
| 4-5-6 | Makabi Grodno, ŁKS Łomża, Hapoel Białystok |
| 7     | Makabi Łomża                               |
| 8     | WKS Jagiellonia Białystok                  |
| 9     | Makabi Suwałki                             |

- Makabi Suwałki spadło do klasy B.
- W związku ze zmniejszeniem klasy A do 8 drużyn, nikt nie awansował z klasy B.

## Sezon 1936/1937

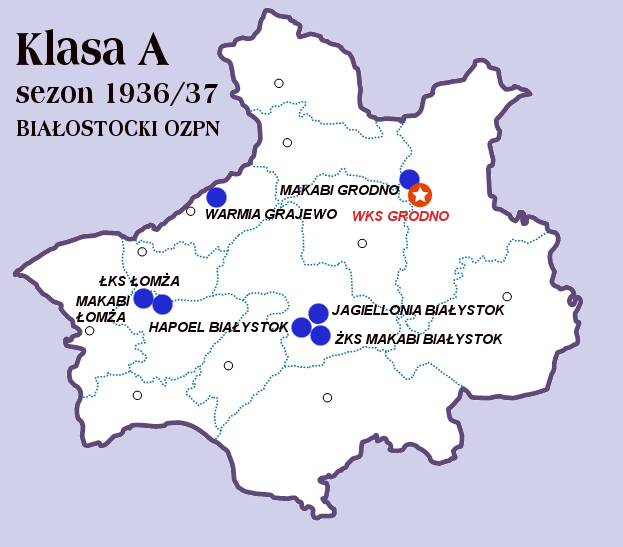
Klasa A Białystok 1936/1937

9. Edycja okręgowych rozgrywek w piłce nożnej województwa białostockiego

Rok 1937 był powrotem do jednej klasy A dla całego okręgu białostockiego. Dodatkową zmianą było przeprowadzenie rozgrywek w systemie jesień-wiosna, miało to na celu lepsze przygotowanie mistrza okręgu do letnich eliminacji o ligę. Klasa A została zmniejszona do 8 zespołów.
| Rozgrywki | Poziomy rozgrywkowe w sezonie 1936/1937 | Poziomy rozgrywkowe w sezonie 1936/1937 | Poziomy rozgrywkowe w sezonie 1936/1937 | Poziomy rozgrywkowe w sezonie 1936/1937 | Poziomy rozgrywkowe w sezonie 1936/1937 | Poziomy rozgrywkowe w sezonie 1936/1937 | Poziomy rozgrywkowe w sezonie 1936/1937 |
| --------- | --------------------------------------- | --------------------------------------- | --------------------------------------- | --------------------------------------- | --------------------------------------- | --------------------------------------- | --------------------------------------- |
| Centralne | I poziom ligowy                         | Liga                                    | Liga                                    | Liga                                    | Liga                                    | Liga                                    | Liga                                    |
| Okręgowe  | II poziom ligowy                        | Klasa A                                 | Klasa A                                 | Klasa A                                 | Klasa A                                 | Klasa A                                 | Klasa A                                 |
| Okręgowe  | III poziom ligowy                       | Klasa B - gr.I                          | Klasa B - gr.I                          | Klasa B - gr.II                         | Klasa B - gr.II                         | Klasa B - gr.III                        | Klasa B - gr.III                        |

| Klasa A | Klasa A                   | Klasa A | Klasa A | Klasa A | Klasa A | Klasa A | Klasa A |
| Poz.    | Drużyna                   | M       | Z       | R       | P       | Bramki  | Punkty  |
| ------- | ------------------------- | ------- | ------- | ------- | ------- | ------- | ------- |
| 1       | WKS Grodno                | (11)    | (9)     | (0)     | (2)     | (50-9)  | (18)    |
| 2       | ŁKS Łomża                 | (9)     | (5)     | (1)     | (3)     | (28-16) | (11)    |
| 3       | Makabi Grodno             | (10)    | (4)     | (2)     | (4)     | (26-25) | (10)    |
| 4       | Hapoel Białystok          | (9)     | (5)     | (1)     | (3)     | (15-29) | (11)    |
| 5       | ŻKS Makabi Białystok      | (13)    | (5)     | (1)     | (7)     | (28-28) | (11)    |
| 6       | WKS Jagiellonia Białystok | (13)    | (5)     | (0)     | (8)     | (21-34) | (10)    |
| 7       | Warmia Grajewo            | (5)     | (1)     | (1)     | (3)     | (9-14)  | (3)     |
| 8       | Makabi Łomża              | (10)    | (3)     | (0)     | (7)     | (13-35) | (6)     |

- Z powodu braku wyników kilku meczów tabela jest niekompletna, jednak kolejność na pozycjach 1-8 jest prawidłowa.
- Do klasy B spadł Makabi Łomża, awansowało Ognisko Białystok.

## Sezon 1937/1938

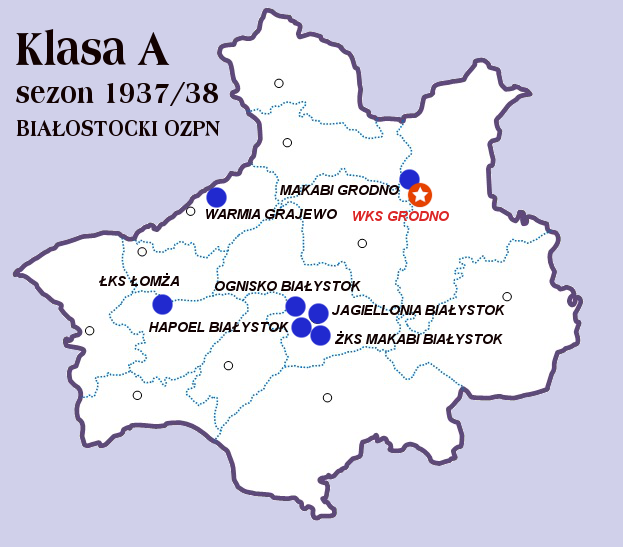
Klasa A Białystok 1937/1938

10. Edycja okręgowych rozgrywek w piłce nożnej województwa białostockiego
| Rozgrywki | Poziomy rozgrywkowe w sezonie 1937/1938 | Poziomy rozgrywkowe w sezonie 1937/1938 | Poziomy rozgrywkowe w sezonie 1937/1938 | Poziomy rozgrywkowe w sezonie 1937/1938 | Poziomy rozgrywkowe w sezonie 1937/1938 | Poziomy rozgrywkowe w sezonie 1937/1938 | Poziomy rozgrywkowe w sezonie 1937/1938 |
| --------- | --------------------------------------- | --------------------------------------- | --------------------------------------- | --------------------------------------- | --------------------------------------- | --------------------------------------- | --------------------------------------- |
| Centralne | I poziom ligowy                         | Liga                                    | Liga                                    | Liga                                    | Liga                                    | Liga                                    | Liga                                    |
| Okręgowe  | II poziom ligowy                        | Klasa A                                 | Klasa A                                 | Klasa A                                 | Klasa A                                 | Klasa A                                 | Klasa A                                 |
| Okręgowe  | III poziom ligowy                       | Klasa B - gr.I                          | Klasa B - gr.I                          | Klasa B - gr.II                         | Klasa B - gr.II                         | Klasa B - gr.III                        | Klasa B - gr.III                        |

| Klasa A | Klasa A                   | Klasa A | Klasa A | Klasa A | Klasa A | Klasa A | Klasa A |
| Poz.    | Drużyna                   | M       | Z       | R       | P       | Bramki  | Punkty  |
| ------- | ------------------------- | ------- | ------- | ------- | ------- | ------- | ------- |
| 1       | WKS Grodno                | 12      | 11      | 1       | 0       | 57-10   | 23      |
| 2       | Makabi Grodno             | 12      | 7       | 2       | 3       | 26-19   | 16      |
| 3       | ŻKS Makabi Białystok      | 11      | 6       | 2       | 3       | 25-17   | 14      |
| 4       | Ognisko Białystok (b)     | 11      | 5       | 2       | 4       | 20-14   | 12      |
| 5       | Warmia Grajewo            | 10      | 4       | 1       | 5       | 26-16   | 9       |
| 6       | Hapoel Białystok          | 12      | 2       | 2       | 8       | 14-56   | 6       |
| 7       | ŁKS Łomża                 | 12      | 0       | 0       | 12      | 0-36    | 0       |
| 8       | WKS Jagiellonia Białystok | 0       | 0       | 0       | 0       | 0       | 0       |

- Tabela niekompletna, najprawdopodobniej nie rozegrano 2 meczów.
- ŁKS Łomża za nie uregulowane składki został wykluczony z rozgrywek, wszystkie ich mecze zweryfikowano jako walkower 0:3.
- WKS Jagiellonia Białystok wycofał się z rozgrywek, wszystkie mecze anulowano.
- Z klasy B awansowały Strzelec Białystok, Makabi Łomża, Cresovia Grodno.

## Sezon 1938/1939

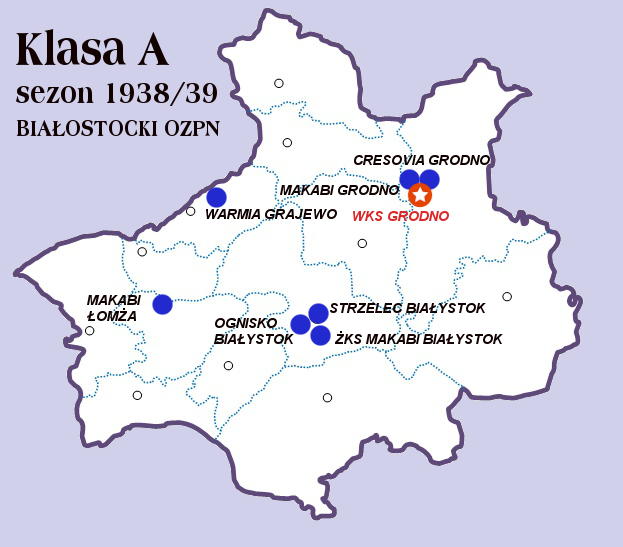
Klasa A Białystok 1938/1939

11. Edycja okręgowych rozgrywek w piłce nożnej województwa białostockiego
| Rozgrywki | Poziomy rozgrywkowe w sezonie 1938/1939 | Poziomy rozgrywkowe w sezonie 1938/1939 | Poziomy rozgrywkowe w sezonie 1938/1939 | Poziomy rozgrywkowe w sezonie 1938/1939 | Poziomy rozgrywkowe w sezonie 1938/1939 | Poziomy rozgrywkowe w sezonie 1938/1939 | Poziomy rozgrywkowe w sezonie 1938/1939 |
| --------- | --------------------------------------- | --------------------------------------- | --------------------------------------- | --------------------------------------- | --------------------------------------- | --------------------------------------- | --------------------------------------- |
| Centralne | I poziom ligowy                         | Liga                                    | Liga                                    | Liga                                    | Liga                                    | Liga                                    | Liga                                    |
| Okręgowe  | II poziom ligowy                        | Klasa A                                 | Klasa A                                 | Klasa A                                 | Klasa A                                 | Klasa A                                 | Klasa A                                 |
| Okręgowe  | III poziom ligowy                       | Klasa B - gr.I                          | Klasa B - gr.I                          | Klasa B - gr.II                         | Klasa B - gr.II                         | Klasa B - gr.III                        | Klasa B - gr.III                        |

| Klasa A | Klasa A                | Klasa A | Klasa A | Klasa A | Klasa A | Klasa A | Klasa A |
| Poz.    | Drużyna                | M       | Z       | R       | P       | Bramki  | Punkty  |
| ------- | ---------------------- | ------- | ------- | ------- | ------- | ------- | ------- |
| 1       | WKS Grodno             | 10      | 9       | 0       | 1       | 52-16   | 18      |
| 2       | ŻKS Makabi Białystok   | (9)     | (4)     | (2)     | (3)     | (21-15) | (10)    |
| 3       | Strzelec Białystok (b) | (9)     | (4)     | (1)     | (4)     | (21-16) | (9)     |
| 4       | Cresovia Grodno (b)    | (8)     | (3)     | (2)     | (3)     | (15-20) | (8)     |
| 5       | Makabi Grodno          | (7)     | (1)     | (1)     | (5)     | (7-23)  | (3)     |
| 6       | Makabi Łomża (b)       | (5)     | (0)     | (0)     | (5)     | (5-31)  | (0)     |
| 7       | Warmia Grajewo         | 0       | 0       | 0       | 0       | 0       | 0       |
| 8       | Ognisko Białystok      | 0       | 0       | 0       | 0       | 0       | 0       |

- Z powody braku wyników kilku meczów tabela jest niekompletna. Brakuje pewności co do kolejności na pozycjach 2-3-4.
- Większość piłkarzy WKS Jagiellonii Białystok zasiliła klub Strzelca Białystok.
- Warmia Grajewo za nie uregulowane składki został wykluczony z rozgrywek, wszystkie ich mecze anulowano.
- Ognisko Białystok wycofał się z rozgrywek, wszystkie mecze anulowano.
- Z klasy B awansowały Hapoel Białystok, Puszcza Hajnówka, oraz zwycięzca dwumeczu Makabi Suwałki vs Strzelec Suwałki. Z powodu wybuchu wojny mecze nie zostały rozegrane.

## Sezon 1939/1940
| Klasa A | Klasa A              | Klasa A | Klasa A | Klasa A | Klasa A | Klasa A | Klasa A |
| Poz.    | Drużyna              | M       | Z       | R       | P       | Bramki  | Punkty  |
| ------- | -------------------- | ------- | ------- | ------- | ------- | ------- | ------- |
| 1       | WKS Grodno           | -       | -       | -       | -       | -       | -       |
| 2       | ŻKS Makabi Białystok | -       | -       | -       | -       | -       | -       |
| 3       | Strzelec Białystok   | -       | -       | -       | -       | -       | -       |
| 4       | Cresovia Grodno      | -       | -       | -       | -       | -       | -       |
| 5       | Makabi Grodno        | -       | -       | -       | -       | -       | -       |
| 6       | Hapoel Białystok     | -       | -       | -       | -       | -       | -       |
| 7       | Puszcza Hajnówka     | -       | -       | -       | -       | -       | -       |
| 8       | (*)                  | -       | -       | -       | -       | -       | -       |

- Z powodu wybuchu wojny rozgrywki nie zostały rozegrane.

(*) Z klasy B awansowały Hapoel Białystok, Puszcza Hajnówka, oraz nie wyłoniony zwycięzca dwumeczu Makabi Suwałki vs Strzelec Suwałki.